# Balistrad
Balistrad est un journal en ligne haïtien fondé par Fincy Pierre en 2018. Situé à Port-au-Prince en Haïti, Balistrad, société de médias de langues française (principalement) et créole haïtien produit du contenu pour le web.

## Historique
Le média en ligne Balistrad, dont le nom signifie littéralement « balustrade », est lancé en février 2018 sur les réseaux sociaux par le fondateur Pierre Fincy,. Les articles publiés ont trait à des questions sur l’injustice, l’impunité, la corruption.[source secondaire souhaitée]
En juillet 2020, Balistrad lance un blog destiné aux particuliers,,.

## Intervenants
Parmi les contributeurs passés par Balistrad, on peut notamment citer Elbeau Carlynx et Kettly Mars.